# Муаяд ад-Даула
Муаяд ад-Даула (*7 березня 942 — 983) — емір Рея в 976—983 роках, Хамадану в 980—983 роках, Ґорґану і Табаристану в 981—983 роках. Тронне ім'я перекладається як «Захисник держави». Повне ім'я — Абу Мансур Бія бен рукн ад-Даула Хасан.

## Життєпис

### Молоді роки
Походив з династії Буїдів. Другий син старшого еміра Рукн аль-Даули та доньки Аль-Хасана ібн аль-Фейрузана з впливового дейлемітського роду Фірузанидів. Народився 942 року, ймовірно у м. Рей. Навчання та молоді роки провів в Ісфагані. У 955 році вимушений був тікати з міста під час нападу на нього повстало військовика Мухаммада ібн Макана. Втім невдовзі повернувся до Ісфагану. 958 року одружився з двоюрідною сестрою (донькою стрийка Муїза аль-Даули). У 966 році отримав почесне ім'я Муаяд ад-Даула. Переважно мешкав в Ісфагані.

### Емір
У 976 році після смерті батька стає еміром Хамадану. Достеменно невідомо чи підпорядковувався йому Ісфаган. У 980 році очолив війська проти молодшого брата Факра аль-Даули, еміра Рея, який виступив проти старшого брат і шахіншаха Адуда ад-Даули. Доволі швидко Муаяд переміг суперника та захопив Рей й значну частину північної Персії. У 981 році він завдав поразки Факру аль-Даулі та його союзнику Кабусу Зіяриди, володаря Горгана та Табаристану, внаслідок чого останній області опинилися під владою Буїідів, а Муаяд ад-Даула став їх еміром.
Він спокійно володарював над усіма провінціями, визнаючи зверхність брата Адуд аль-даули. У 983 році раптово помер. Його син (ім'я невідоме) не зміг успадкувати батьківські володіння, оскільки війська та сановники перейшли набік Факра аль-Даули, що повернувся до Рея.